# Dave Arneson
David Lance Arneson, detto Dave (Contea di Hennepin, 1º ottobre 1947 – St. Paul, 7 aprile 2009), è stato un autore di giochi statunitense, considerato, assieme a Gary Gygax, il padre del gioco di ruolo per la concezione e creazione della prima edizione di Dungeons & Dragons.
I primi lavori di Arneson furono fondamentali per la nascita del genere, avendo sviluppato gli strumenti oggi considerati archetipici, come le avventure nei "sotterranei", l'uso di un arbitro neutrale e avere conversazioni con personaggi immaginari per sviluppare la trama della storia.
Arneson scoprì il wargame da teenager negli anni sessanta e iniziò a combinare questi giochi con il concetto di gioco di ruolo. Era uno studente dell'Università del Minnesota quando incontrò Gygax alla convention di giochi Gen Con alla fine degli anni sessanta. Nel 1970 creò il gioco e l'ambientazione fittizia che sarebbe diventata Blackmoor, scrivendo le sue proprie regole e usando elementi medievali per l'ambientazione. Arneson dimostrò il gioco a Gygax l'anno seguente e la coppia sviluppò l'insieme di regole che sarebbe diventato Dungeons & Dragons (D&D). Successivamente Gygax fondò nel 1974 la TSR per pubblicare il gioco. Per un breve periodo Arneson lavorò per la compagnia.
Arneson si dimise dalla TSR nel 1976, e nel 1979 fece causa per mantenere i credits e le royalties sul gioco. Continuò a lavorare come progettista di giochi, negli anni ottanta lavorò nuovamente per un breve periodo per la TSR. Lavorò anche nella campo della programmazione di computer e insegnò progetto di giochi per computer e regole di gioco alla Full Sail University dagli anni novanta fino a poco prima della sua morte nel 2009

## Esperienze nel wargame
Il coinvolgimento di Arneson nello sviluppo del gioco di ruolo nacque dal suo interesse per il wargame. I suoi genitori gli regalarono il wargame Gettysburg della Avalon Hill all'inizio degli anni sessanta. Dopo che Arneson ebbe spiegato il gioco ai suoi amici, il gruppo iniziò a progettare i propri giochi e provò varianti dei giochi esistenti. Arneson era specialmente interessato al wargame navale. Nei corsi di storia del college interpretava i vari eventi storici e preferiva deviare dalla versione ufficiale in una maniera simile agli scenari what if ("cosa succederebbe se...") ricreati dai wargame.
Alla fine degli anni sessanta Arneson entrò nella Midwest Military Simulation Association (MMSA), un gruppo di giocatori di wargame tridimensionale e collezionisti di miniature militari dell'area Minneapolis-Saint Paul che includeva tra i suoi membri il futuro progettista di giochi David Wesely. Wesely afferma che fu durante le partite a Braunstein che egli creò e arbitro e alle quali parteciparono altri membri della MMSA, fu Arneson che aiutò a porre le basi del moderno gioco di ruolo su una scala 1:1, concentrandosi su obiettivi diversi dal combattimento, un passo più avanti del wargame e più orientati al gioco individuale e alle varie sfide dei futuri giochi di ruolo.
Nel 1969 Arneson era uno studente di storia all'Università del Minnesota e lavorava part time come guardia di sicurezza. Partecipò ala seconda convention di giochi Gen Con nell'agosto 1969 (all'epoca il wargame era il focus principale) e fu a questo evento che incontrò Gary Gygax, che, negli anni sessanta, aveva fondato la Castle & Crusade Society a Lake Geneva come parte della International Federation of Wargamers, non lontano dalla residenza di Arneson in Minnesota. Arneson e Gygax condividevano un interesse nei giochi sui velieri e insieme scrissero le regole di battaglia navale Don't Give Up the Ship!, pubblicate a puntate dal giugno 1971 e successivamente raccolte in un singolo volume nel 1972 dalla Guidon Games, con un'edizione rivista della TSR nel 1975.

## Blackmoor

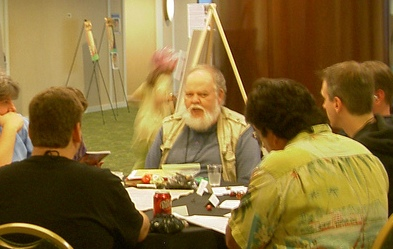
Arneson gioca a Blackmoor a ConQuesT 2006

Nell'ottobre 1970, in seguito alla partenza di David Wesely per il servizio nelle forze armate, Arneson iniziò a immaginare un gioco stile Braunstein fantasy in cui i giocatori esploravano i sotterranei di un castello abitato da mostri fantastici. Originariamente Arneson giocò usando un misto di regole sue e usava la morra cinese per risolvere i combattimenti, ma in seguito adattò elementi dal suo regolamento di guerra navale, che aveva un sistema di classe armatura simile a quello successivamente usato in D&D. «Passai i due giorni precedenti guardando circa cinque film di mostri su channel 5 'Creature Feature' del fine settimana, leggendo diversi romanzi di Conan (non ricordo quali, ma ho sempre pensato che sono praticamente tutti uguali), e ingozzandomi di popcorn, scarabocchiando su un pezzo di carta quadrettata. All'epoca ero piuttosto stanco della mia campagna napoleonica e di tutte le sue rigide regole e stavo ribellandomi contro di essa.» Per un breve periodo venne anche applicato il regolamento di combattimento fantasy che compare in Chainmail, scritto da Gygax e Jeff Perren e pubblicato nella primavera del 1971. Trovandoli manchevoli, Arneson scrisse delle regole modificate da applicare ai suoi scenari di gioco di ruolo. Il gioco che evolse da queste modifiche a Chainmail fu Blackmoor, che i giocatori moderni di D&D descriverebbero come un'ambientazione piuttosto che come un "gioco completo". Il regolamento sarebbe riconoscibile da un giocatore moderno di D&D, dato che usa punti ferita fissi, classi armatura, sviluppo del personaggio e dungeon crawl. L'ambientazione venne ampliata man mano nel tempo e al 2009 era ancora giocata fino al presente. Arneson descrisse Blackmoor come "gioco di ruolo in un'ambientazione medievale non tradizionale. Ci sono cose come macchine a vapore, polvere da sparo e sottomarini in numero limitato. Per un certo periodo anche un carro armato. L'enfasi è sulla storia e sul gioco di ruolo." I dettagli di Blackmoor e della campagna originale che fu stabilita allora sulla mappa del "Great Kingdom" della Castle & Crusade Society, furono prima stampati in breve nel numero 13 del Domesday Book, il notiziario della Castle & Crusade Society del luglio 1972, e successivamente in forma espansa nella The First Fantasy Campaign, pubblicata dalla Judges Guild nel 1977.
Sebbene molto di ciò venne successivamente etichettato come "influenzato da Tolkien" in D&D e il concetto di avventure in un "dungeon" abbiano avuto origine con Blackmoor, questa come ambientazione non era puramente fantasy, dato che incorporava elementi della storia recente e della fantascienza. Questi sono visibili anche nella successiva serie di moduli DA, pubblicati dalla TSR (in particolare City of the Gods), ma sono presenti anche nelle campagne di inizio e metà degli anni settanta, nelle campagne originali e interconnesse con i giochi gestiti da John Snider, il cui set di regole sviluppato da queste avventure avrebbe dovuto essere pubblicato dalla TSR come il primo gioco di ruolo di fantascienza.

## Dungeons & Dragons

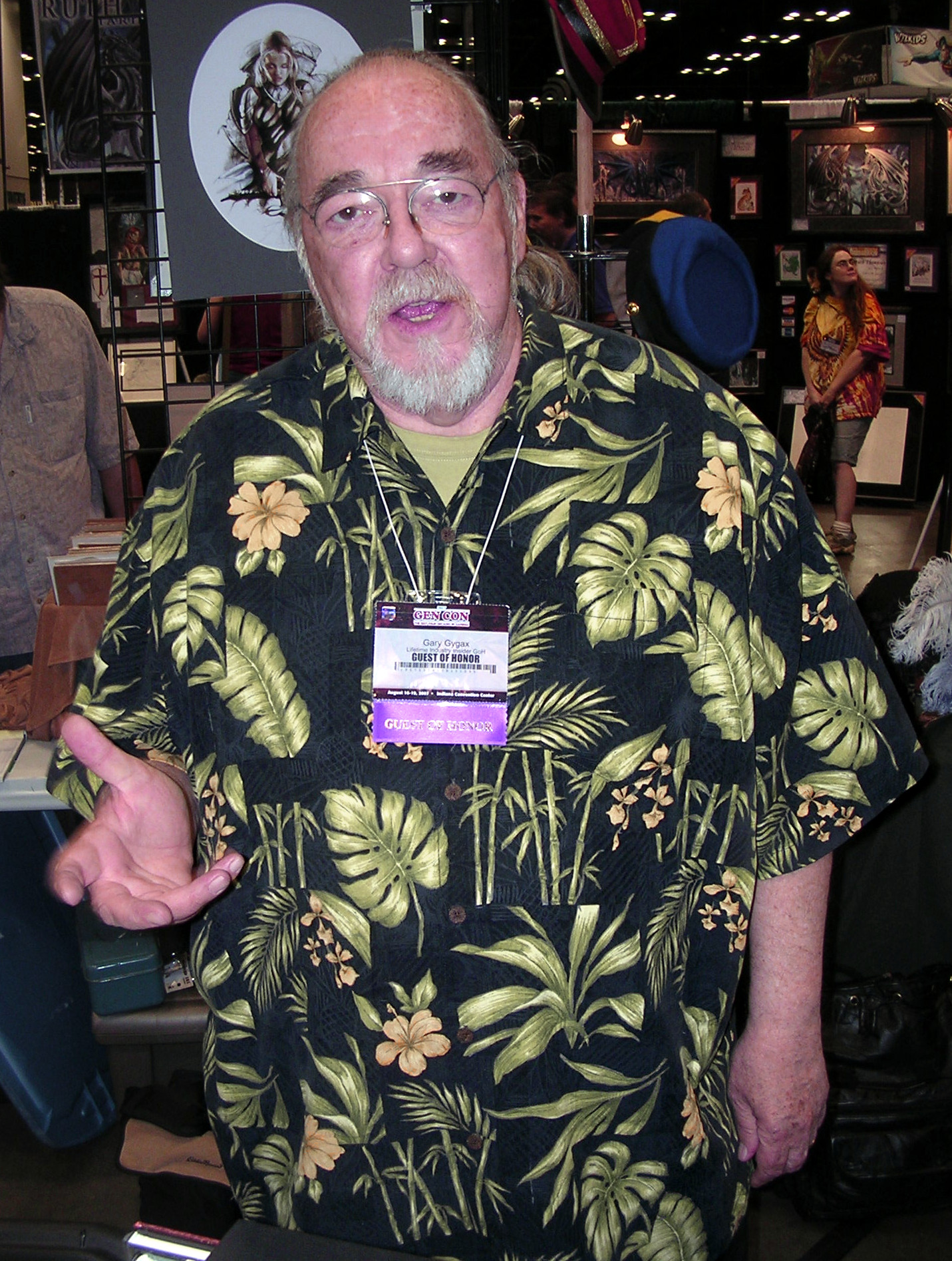
Gary Gygax, il cocreatore di Dungeons & Dragons.

Nel novembre 1972 Arneson e David Megarry si recarono a Lake Geneva per incontrarsi con Gary Gygax. Arneson pensava che Gygax avrebbe potuto essere interessato nel gioco da tavolo Dungeon!, che Megarry aveva sviluppato giocando in Blackmoor e Gygax aveva espresso il desiderio di fare una partita lui stesso a Blackmoor. Dopo aver giocato una partita di Blackmoor arbitrata da Arneson, Gygax iniziò ad arbitrare una sua propria simile campagna che intitolò Greyhawk, e chiese ad Arneson una bozza delle sue regole di gioco. I due collaborarono per telefono e per posta, e il playtesting venne portato avanti dai loro vari gruppi e altri contatti. Gygax e Arneson volevano pubblicare il gioco, ma la Guidon Games e lad Avalon Hill lo rifiutarono. Arneson non poteva permettersi di investire nella produzione.
Gygax sentiva che avrebbero dovuto pubblicare il gioco il più presto possibile, poiché progetti simili erano in progetto altrove, quindi le regole vennero messe insieme in tutta fretta e la bozza finale di Arneson non venne mai usata. Nonostante tutto questo, Brian Blume fornì infine i fondi necessari a pubblicare nel 1974 l'edizione originale di Dungeons & Dragons, con una tiratura iniziale di 1 000 copie che vendette in un anno e con vendite in continua crescita negli anni successivi. Ulteriori regole e un sotterraneo d'esempio dalla campagna di Blackmoor originale di Arneson (il primo scenario a essere pubblicato professionalmente) vennero stampati nel 1975 con il supplemento per D&D Blackmoor, battezzando ufficialmente l'ambientazione della campagna. Il supplemento offriva comunque pochi dettagli della campagna reale di Arneson.
Arneson entrò formalmente a far parte della TSR come Direttore della Ricerca all'inizio del 1976, ma si licenziò alla fine dell'anno per seguire una carriera di progettista di giochi indipendente.

## Dopo la TSR
Nel 1977, nonostante il fatto che non appartenesse più alla TSR, Arneson pubblicò il Dungeonmaster's Index, un libretto di 38 pagine che indicizzava tutto il materiale per D&D prodotto dalla TSR fino a quel momento, incluso Chainmail, il set in scatola di Dungeons & Dragons del 1974, i cinque supplementi per D&D (Greyhawk, Blackmoor, Eldritch Wizardry, Gods, Demi-Gods & Heroes e Swords & Spells) e tutti i sette i numeri di The Strategic Review.
La TSR aveva concordato di pagare ad Arneson royalties su tutti i prodotti della linea D&D, ma quando la compagnia pubblicò Advanced Dungeons & Dragons (AD&D) nel 1977, affermò che era un prodotto significativamente differente e non gli pagò alcuna royalty. Arneson fece causa contro Gygax e la TSR (la prima di cinque) nel 1979. Nel marzo 1981, come parte di un accordo confidenziale Arneson e Gygax chiusero le cause fuori dalla corte, concordando che, da quel momento in poi, sarebbero entrambi accreditati come "cocreatori" sulle copertine dei prodotti D&D, ma questo non pose fine alla rimanente tensione tra i due. (Vent'anni dopo, la Wizards of the Coast (WotC) comprò la TSR e voleva lasciar cadere la parola "Advanced" dalla programmata edizione della terza edizione di D&D. Peter Adkison, presidente del consiglio di amministrazione della WotC contattò Arneson per risolvere il problema vecchio di due decenni e Arneson rinunciò a tutti i diritti su D&D per una somma non rivelata.)
Nel 1979 Arneson e Richard L. Snider, uno dei giocatori originali di Blackmoor scrissero insieme Adventures in Fantasy, un gioco di ruolo che tentava di ricatturare "lo spirito originale dei gioco di ruolo fantasy" che Arneson aveva immaginato all'inizio degli anni settanta, invece di quello che D&D era diventato e che venne pubblicato dalla Excalibre Games.
All'inizio degli anni ottanta creò la sua propria casa editrice di giochi, Adventure Games, che pubblicò i wargame tridimensionali Johnny Reb (1981) e Harpoon (1983), così come la seconda edizione di Adventures in Fantasy.. Pubblicò inoltre una serie di supplementi dedicati a Tékumel, tra cui un dizionario della lingua dell'ambientazione, The Tsolyani Language, comprensivo di audiocassette per la corretta pronuncia.. L'Adventure Games era in attivo, ma Arneson trovò il carico di lavoro necessario eccessivo e nel 1985 la cedette alla Flying Buffalo,
Durante il periodo di presidenza Gygax si riavvicinò ad Arneson e Arneson riportò brevemente Blackmoor in D&D con la serie di moduli DA (dalle iniziali del suo nome) (1986–1987). I quattro moduli, i primi dei tre scritti da Arneson e David J. Ritchie (Adventures in Blackmoor e Temple of the Frog, City of the Gods) e il quarto scritto dal solo Ritchie (The Duchy of Ten) descrissero per la prima volta in dettaglio l'ambientazione della campagna di Arneson. Quando Gygax venne forzato ad abbandonare la TSR, Arneson fu rimosso dalla compagnia prima che potesse essere pubblicato un quinto modulo dal titolo annunciato di City of Blackmoor. Gygax e Arneson separarono nuovamente le proprie strade. Nel 1986 Arneson scrisse un nuovo modulo per D&D ambientato in Blackmoor intitolato The Garbage Pits of Despair, che venne pubblicato diviso in due parti nei numeri 42 e 43 della rivista Different Worlds.
Arneson entrò nell'industria informatica e fondò la 4D Interactive Systems, una ditta informatica in Minnesota ancora attiva. Fece anche del lavoro come programmatore e lavorò a diversi giochi. Infine si ritrovò a lavorare come consulente informatico.
Mentre viveva in California alla fine degli anni ottanta, ebbe l'occasione di lavorare con ragazzi con problemi di apprendimento. Al ritorno in Minnesota, proseguì una carriera didattica tenendo conferenze sull'uso educativo dei giochi di ruolo e sull'uso dei dadi poliedrici per l'insegnamento della matematica. Negli anni novanta iniziò a lavorare presso l'università privata Full Sail, su argomenti multimediali, e vi rimase come professore di progettazione di videogiochi fino al 2008.
Intorno al 2000 collaborò con il produttore John Kentner al video Dragons in the Basement, un documentario sugli inizi del gioco di ruolo. Arneson descrive così il documentario "Fondamentalmente fu una serie di interviste ai primi giocatori («Come influenzò la tua vita D&D ?») e ad autori di giochi di ruolo, come Marc Miller (Traveller) e M.A.R. Barker (Empire of the Petal Throne). Fece anche un'apparizione cameo nel film Dungeons & Dragons - Che il gioco abbia inizio come uno dei molti maghi che lanciano palle di fuoco contro un dragone, sebbene la scena fu cancellata dalla versione definitiva del film. Arneson e Dustin Clingman fondarono la Zeitgeist Games per pubblicare una versione aggiornata al d20 System dell'ambientazione Blackmoor, che fu poi pubblicata dalla Goodman Games nel 2004.

## Vita personale
Arneson sposò Frankie Ann Morneau nel 1984; ebbero una figlia, Malia, e due nipoti.
Arneson continuò a giocare per tutta la sua vita, includendo D&D e wargame tridimensionali, e partecipando annualmente a una riunione annuale per giocare il Blackmoor in Minnesota. Insegnò "Regolamenti di gioco" all'università Full Sail in Florida, un corso di studio che insegnava come creare e documentare accuratamente regolamenti per giochi che fossero bilanciati tra sfide "mentali" per i giocatori e "fisiche" per i personaggi. Si ritirò dalla posizione il 19 giugno 2008.
Arneson morì il 7 aprile 2009, dopo una lotta contro il cancro durata due anni. Secondo sua figlia, Malia Weinhagen, "La cosa più grande del mondo del mio papà era che voleva che tutti si divertissero in vita ... penso che le cose di tutti i giorni ci distraggano e ci dimentichiamo di goderci la vita e divertirci."

## Premi e riconoscimenti
Arneson ricevette numerosi premi per il suo ruolo nella creazione di Dungeons & Dragons e di altri giochi di ruolo. Nel 1984 venne introdotto nella Academy of Adventure Gaming Arts and Design's Hall of Fame.
Tre giorni dopo la sua morte la Wizards of the Coast rimpiazzò temporaneamente la prima pagina della sezione Dungeons & Dragons sul suo sito web con un tributo ad Arneson. Altri tributi del mondo del gioco includono The Order of the Stick n. 644, e Dork Tower dell'8 aprile 2009.
L'editore di videogiochi Activision Blizzard postò un tributo ad Arneson sul loro sito web il 14 aprile 2009, alla pubblicazione della patch 3.1 del MMORPG World of Warcraft, The Secrets of Ulduar, dedicata ad Arneson.
La Turbine, sviluppatori di Dungeons and Dragons Online, ora Dungeons and Dragons: Eberron Unlimited, aggiunsero al gioco un altare in memoria di Arneson nella zona Ruins of Threnal del gioco. Crearono anche un oggetto battezzato "Mantle of the Worldshaper" che è una ricompensa per terminare la catena di quest di Threnal, che viene narrata da Arneson stesso. La descrizione del mantello dice "Una presenza confortante e ispirante ti circonda mentre indossi questo mantello. Rune arcane sono disegnate lungo gli orli della raffinata cappa e uno stupendo ricamo di seta incredibilmente dettagliato mostra la mappa di un luogo chiamato 'Blackmoor'."

## Opere
Un elenco parziale dei suoi lavori:
- con Gary Gygax. Dungeons & Dragons. (1974)
- Blackmoor. (1975)
- Dungeonmaster's Index. (1977)
- The First Fantasy Campaign. (1977)
- con Richard L. Snider. Adventures in Fantasy. (1979)
- (coautore). Robert Asprin Thieves' World. (1981)
- (coautore). Citybook II – Port o' Call. (1984)
- con David J. Ritchie. Adventures in Blackmoor. D&D Module: DA1. (1986)
- con David J. Ritchie. Temple of the Frog. D&D Module: DA2. (1986)
- con David J. Ritchie. City of the Gods. D&D Module: DA3. (1987)
- DNA/DOA. (1989)
- The Case of the Pacific Clipper. (1991)
- The Haunted Lighthouse (Dungeon Crawl Classics Module #3.5) (2003)
- (progettista capo). Dave Arneson's Blackmoor. (2004)
- Player's Guide to Blackmoor. (2006)